# 勞倫斯利佛摩國家實驗室
勞倫斯利佛摩國家實驗室（英語：Lawrence Livermore National Laboratory）為美國能源部所屬的國家研究機構，位于加利福尼亚州利佛摩。

## 历史
该实验室1952年由伯克利加州大学建立，原为劳伦斯伯克利国家实验室的分支实验室，1971年成为独立实验室、归加州大学管辖。
勞倫斯利佛摩國家實驗室與洛斯阿拉莫斯國家實驗室是美國的兩個為了核武設計而建立的部門。至2007年9月30日為止，该实验室的管理者為加州大學；從2007年10月1日起，此研究機構將會改由加州大學、Bechtel National、BWX Technologies、Washington Group International共同組成的保全機構來管理。
LLNS 接管该实验室一直存在争议。 2013 年 5 月，阿拉米达县陪审团向 LLNS 2008 年解雇的430 名员工中的 5 名前实验室员工支付了超过 270 万美元的赔偿。陪审团发现 LLNS 违反了仅因“合理原因”而解雇员工的合同义务。 五名原告还对 LLNS 提出年龄歧视索赔，该索赔将由不同的陪审团在单独的审判中审理。 目前还有 125 名共同原告正在等待针对 LLNS 的类似索赔的审判。2008 年 5 月的裁员是该实验室近 40 年来的首次裁员。
2011年3月14日，利弗莫尔市正式扩大城市边界，将LLNL并入城市范围内。 利弗莫尔市议会一致投票扩大了利弗莫尔的东南边界，涵盖 15 个地块，占地 1,057 英亩（4.28 平方公里），构成 LLNL 场地。 该地点以前是阿拉米达县的一个非建制地区。 LLNL 校园仍然归联邦政府所有。

## 相關实验室
- 國家點火設施（NIF）
- 豪雅 (日本)